# Osiek (powiat średzki)
Osiek (niem. Ossig) – wieś w Polsce położona w województwie dolnośląskim, w powiecie średzkim, w gminie Kostomłoty przy drodze krajowej nr 5.

## Podział administracyjny
Do 1932 r. miejscowość należała do powiatu strzegomskiego. Po 1932 r. została włączona do powiatu średzkiego.
W latach 1975–1998 miejscowość należała administracyjnie do województwa wrocławskiego.

## Administracja kościelna
Pod względem podziału administracji kościelnej Osiek należy do diecezji świdnickiej. W ramach diecezji świdnickiej Osiek należy do dekanatu Żarów i dalej parafii św. Szymona i św. Judy Tadeusza w Gościsławiu.
Przed utworzeniem diecezji świdnickiej w 2004 roku Osiek należał do diecezji legnickiej. Do 1972 roku Osiek był siedzibą parafii rzymskokatolickiej.

## Nazwa
Zamieszkiwana na terenach Osieka osada kultury łużyckiej prawdopodobnie w czasie zasiedleń na prawie niemieckim (około 1198 - 1201) rozrosła się do rozmiarów wsi. O przebiegu lokalizacji może świadczyć nazwa miejscowości: Osiek. Ta daleko rozpowszechniona nazwa (według TERYT w Polsce jest około 40 miejscowości o tej samej nazwie) jest pochodzenia czeskiego i oznacza wyrąb, karczowanie, wycinanie.
Nazwy miejscowości w dziejach:
- 1200 r. - Osech
- 1267 r. - Osek
- 1276 r. - Ossek
- 1315 r. - Ossecz
- 1350 r. - Ossyk
- 1385 r. - Ossik
- 1785 r. - Ossig
- 1945 r. - Osiek

## Historia
Pierwsze ślady osadnictwa na terenach Osieka sięgają epoki kamienia. W późniejszym czasie istniała tutaj osada kultury łużyckiej, o czym świadczą wykopaliska prowadzone na terenie miejscowości. Miejscowość po raz pierwszy wzmiankowana jest w źródłach w 1200 r., kiedy to biskup Jarosław ponownie zarządził składanie dziesięciny dla kościoła w Pożarzysku.  Z tego okresu pochodzi cmentarz szkieletowy założony w południowo - wschodniej części miejscowości. W latach 70. XX wieku prowadzone były na nim prace archeologiczne. Podczas nich odkryto na nim 83 groby, a w nich oprócz szczątków ludzkich, ozdoby z ołowiu, brązu, srebra, szkła, okucia, a także srebrny denar Bolesława Śmiałego.
Jak dowiadujemy się z dokumentów w roku 1310, biskup podniósł dziesięcinę do wysokości 6 marek. Część dziesięciny była oddawana również dla kościoła w Rusku. Kolejny dokument, tym razem prawa niemieckiego, mówiący o Osieku pochodzi z roku 1315. W jednym z pism wymienione zostały nazwiska wójta i radców sądowych.
O pierwszych mieszkańcach na prawie niemieckim pozostało w zapiskach:
- 09.03.1276 - Karstannus, książęcy komisarz geodezyjny z Osieka, występował w Świdnicy jako świadek
- 27.01.1315 - Siffirid zwany von Baruth, pan w Osieku
- 1385 - Wernher von Owluk, pan z Osieka.

W roku 1319 książę Henryk I jaworski zezwolił panom von Baruth na wykupienie wszystkich dóbr w Osieku. Od tego okresu Osiek należał do rodziny von Baruth. Jednakże Osiek nie pozostał na długo we władaniu tejże rodziny, gdyż już na przełomie XIV/XV wieku miejscowość należała do rodziny von Owluk. W roku 1407 część Osieka należąca do Nicola von Owluk została kupiona przez Benedyktynki z Lubomierza. Druga część wsi, należąca do Konrada von Owluk została zakupiona przez te same siostry rok później. Klasztor we wsi zajmował się m.in. wyższym i niższym sądownictwem. Przez okres 400 lat panowania zakonu nad wsią, przyjeżdżała doń opatka w towarzystwie przynajmniej jednej starszej panny na tzw. Dzień Sądu. Zarząd dóbr fundacyjnych sprawował powołany specjalnie do tego wójt.
Kolejne wzmianki o Osieku pochodzą z roku 1602, w związku z zamieszkami religijnymi i wakatem urzędu proboszcza w Osieku. W roku 1666 dziesięcinę płaciło 48 gospodarstw. Wtedy Osiek leżał jeszcze na terenach Svidnicensi tj. Świdnicy. W omawianym okresie w wielu okolicznych miejscowościach wykształciły się samodzielne posiadłości ziemskie lub rycerskie. Rozwoju tego typu własności nie zaobserwowano w Osieku, gdyż dla mieszkańców niejeden rycerz - posiadacz ziemski był rabusiem. Przyczyn tego sądu można doszukiwać się w bliskim sąsiedztwie Pyszczyna, gdzie tamtejszego właściciela - rycerza uważano za złoczyńcę. Osiek będący własnością sióstr Benedyktynek pozostał czystą wsią chłopską z wyznaczonym dziedzicznym sołtysem przez kolejne 400 lat.
W roku 1810 doszło do zniesienia poddaństwa dziedzicznego oraz kasaty duchowych fundacji i klasztorów. Dobra klasztorne w Osieku stanęły do sprzedaży. Chłopi z Osieka kupili je wraz z prawem łowieckim za 39.350 talarów. Podczas gdy grunty podzielone zostały między chłopami, folwark przeszedł w ręce sołtysa dziedzicznego Steinera. Wielkość ówczesnych gospodarstw była mała i średnia. Zagrody budowane były w XIX wieku w formie tzw. podwórka frankońskiego, które otoczone były budynkami, murami i bramą w kształcie czworoboku, co umożliwiało bezpiecznie przechowywanie i przetwarzanie zwiezionych zbiorów i zapasów.
W 1830 r. w Osieku było 114 domów i  699 mieszkańców, w tym 1 mieszkaniec wyznania ewangelickiego. W 1845 miejscowość liczyła już 131 domów i 833 mieszkańców, w tym 9 ewangelików od 28 października 1836 r. uczęszczających do ewangelickiego kościoła w Mieczkowie. Wśród ludności było 28 rzemieślników i 6 kramarzy. W końcu XIX w. wykształciło się we wsi 10 większych gospodarstw z areałem liczącym od 33 do 92 ha (podobna struktura gospodarstw utrzymała się do 1945 r.).
W XIX w. utworzona została Gmina Osiek i w związku z tym faktem nadany został wsi herb. Po reformie administracyjnej w 1932 r. Osiek został włączony do powiatu średzkiego. Do 1945 r. ulice w Osieku miały swoje nazwy.
Wkraczające w 1945 oddziały radzieckie VII Gwardyjskiego Korpusu Pancernego dopuściły się zbrodni wojennej, gwałcąc kobiety i mordując 6-7 dziewcząt oraz 12 chłopców.
Osiek od XIV wieku był siedzibą parafii katolickiej, utworzonej wraz z wybudowaniem kościoła w roku 1315. Niektóre źródła jako pierwszą datę wybudowania kościoła podają rok 1350. Od początku XX wieku we wsi znajdował się również dom zakonny Sióstr Elżbietanek. W roku 1988 wybudowany został w środkowej części miejscowości duży Ośrodek Kultury i Sportu im. Wincentego Witosa, w którym znalazły siedzibę Ludowy Zespół Sportowy, Wiejskie Koło Gospodyń, filia ZSL (obecnego Polskiego Stronnictwa Ludowego) - już nieistniejąca oraz nieistniejący "Klub rolnika". W ośrodku miała być umieszczona Biblioteka Publiczna, jednak jej księgozbiory umieszczono przy Szkole Podstawowej.

## Osoby związane z Osiekiem
- Jan Bernard Lange - urodzony w 1817 r. w Osieku drukarz. Zasłynął jako założyciel pierwszej drukarni w Gnieźnie i jeden z najznakomitszych 'ojców druku' w Wielkopolsce[9].
- Max Heinzel - urodzony w 1833 r. w Osieku poeta[10].
- Izabela Skrybant-Dziewiątkowska z zespołu Tercet Egzotyczny - mieszkająca w Osieku od 1945 roku do lat 60. XX wieku. Jej ojciec był organistą w kościele parafialnym. Rodzice są pochowani na cmentarzu parafialnym.
- Stefan Mazur - mieszkający w Osieku od 1945 roku do śmierci w 1999 roku członek organizacji Rzeczpospolita Polska Walcząca[11]
- Mieczysław Anioł - mieszkający w Osieku dowódca komendy powiatowej Rzeczpospolita Polska Walczącej[12]

## Galeria

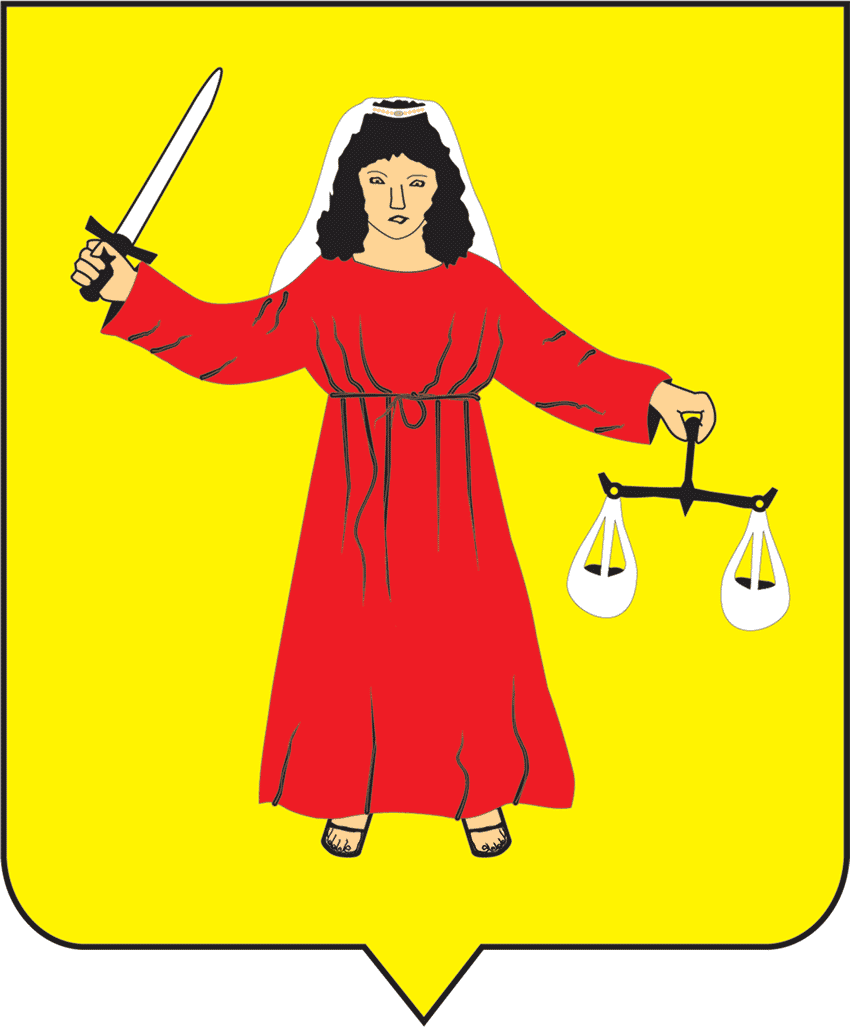
Nieoficjalny herb wsi Osiek
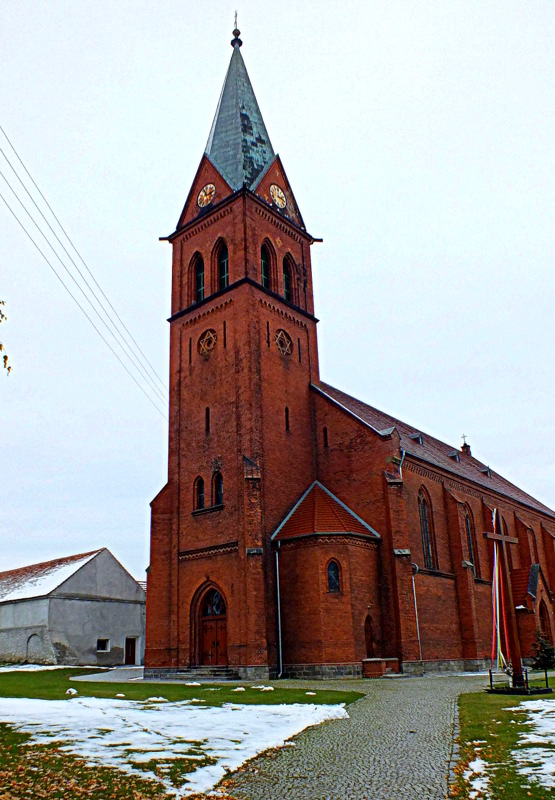
Kościół filialny pw. Wniebowzięcia NMP
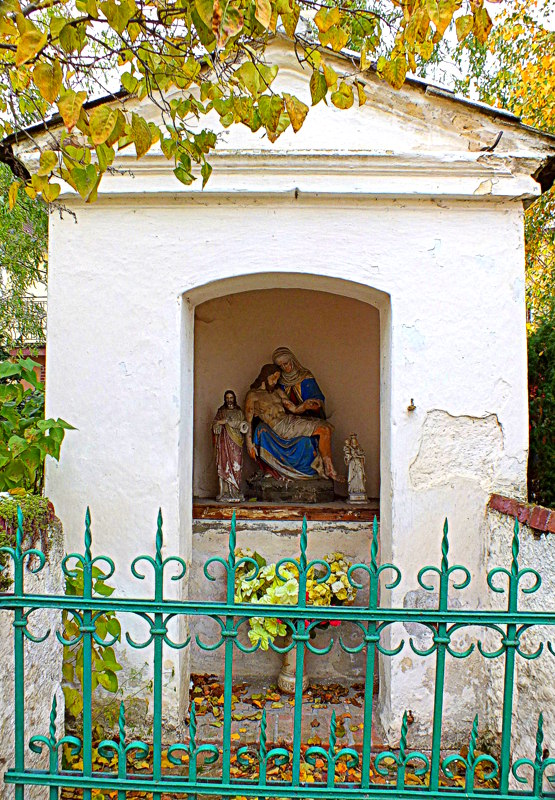
Kapliczka przed kościołem pw. Wniebowzięcia NMP
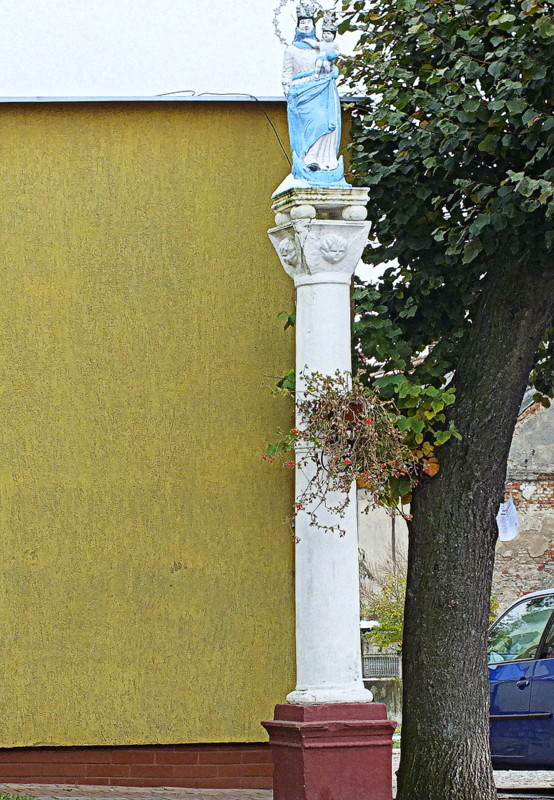
Kolumna Maryjna